# Le voci di Marrakech. Note di un viaggio
Le voci di Marrakech è un diario di viaggio di Elias Canetti, pubblicato nel 1967.

## Analisi
Attraverso il libro, l'autore si confronta per la prima volta con un contesto diverso da quello a lui abituale della realtà moderna, in particolare quella europea, uscita dall'esperienza delle guerre mondiali, per confrontarsi con una realtà anomala, se vogliamo primitiva, che tuttavia riecheggia i caratteri del mondo incontaminato dell'infanzia dell'autore, incontrati già in La lingua salvata, primo libro della trilogia autobiografica. La vicenda, suddivisa in più parti, organizzate nella forma di resoconti-racconti brevi, ci apre a un contesto che potrebbe essere superficialmente liquidato come esotico, ma che rivela, sotto la patina di indifferenza che spesso ottunde gli occhi degli osservatori occasionali, un'incredibile vitalità e senso della dignità, unica componente in grado di annullare le differenze di ceto e razza esistenti tra gli uomini.